# کرپلاخ
کرپلاخ (به ییدیش: קרעפּלעך) دامپلینگ‏‌های کوچکی است که در آشپزی یهودی اشکنازی با گوشت چرخ‌‏کرده، پوره سیب‌‏زمینی و دیگر محتویات معمولا جوشانده و در سوپ جوجه و یا به صورت سرخ شده سرو می‌‏شود. این غذا مشابه پلمنی روسی، جیائوزی چینی و راویولی و تورتلینی ایتالیایی است.